# Dagenaisite
La dagenaisite (simbolo IMA: Dag) è un minerale della famiglia dei "solfati (selenati, tellurati, cromati, molibdati, tungstati)" con composizione chimica Zn3Te6+O6.
La dagenaisite non è l'analogo dello zinco della mcalpineite (Cu3Te6+O6) poiché quest'ultima cristallizza nel sistema cubico.

## Etimologia e storia
Il nome del minerale è in onore di John Dagenais (1945 - 2022), un importante collezionista di Vancouver (Columbia Britannica, Canada).

## Classificazione
La dagenaisite è stata approvata dall'Associazione Mineralogica Internazionale (IMA) come specie minerale indipendente nel 2017, quindi non compare né nella classificazione dei minerali di Dana, né nella nona edizione della sistematica dei minerali di Strunz, aggiornata dall'IMA fino al 2009, ma ancora molto usata.
Compare nell'edizione successiva, proseguita dal database "mindat.org" e chiamata Classificazione Strunz-mindat, dove la dagenaisite è elencata nella classe "7. Solfati (selenati, tellurati, cromati, molibdati, tungstati)" e nella sottoclasse "7.A Solfati (selenati, ecc.) senza anioni aggiuntivi, senza H2O"; questa è ulteriormente suddivisa in base alla dimensione dei cationi coinvolti, in modo che la dagenaisite possa essere trovata nella sezione "7.AB Con cationi di media dimensione" dove forma il sistema nº 7.AB in attesa di assegnazione di un gruppo insieme ad andymcdonaldite e dravertite.
Nella Sistematica dei lapis (Lapis-Systematik) di Stefan Weiß la dagenaisite è elencata nella classe degli "ossidi" e nella sottoclasse dei "solfiti, seleniti, telluriti", dove si trova nella sezione dei "tellurati con gruppi [Te6+O6]6- e strutture correlate" dove forma il sistema nº IV/K.15 insieme ad agaite, andychristyite, backite, bairdite, brumadoite, cesbronite, cuzticite, eckhardite, frankhawthorneite, fuettererite, jensenite, khinite, kuranakhite, leisingite, markcooperite, mcalpineite, mojaveite, montanite, ottoite, paratimroseite, raisaite, timroseite, utahite, xocolatlite, xocomecatlite e yafsoanite.

## Abito cristallino
La dagenaisite cristallizza nel sistema monoclino con il gruppo spaziale C2/c (gruppo nº 15) con i parametri reticolari a = 14,87(2) Å, b = 8,88(2) Å, c = 10,37(2) Å e β = 93,33(2)°, oltre a 12 unità di formula per cella unitaria.

## Origine e giacitura
La dagenaisite è una fase secondaria della fase avanzata formata dall'alterazione ossidativa di minerali precedenti contenenti tellurio e zinco, probabilmente hessite e sfalerite in un deposito di vene polimetalliche; il minerale ha paragenesi con cinabro, dugganite, eurekadumpite, oro, quarzo e dolomite.
La dagenaisite è un minerale molto raro ed è stato rilevato solo nella sua località tipo, la "Gold Chain Mine" nella contea di Juab nello Utah (Stati Uniti).

## Forma in cui si presenta in natura
La dagenaisite si presenta come lastre sottili con contorni esagonali di dimensioni fino a 100 μm. Il colore del minerale va dal verde al grigio verdastro chiaro, con lucentezza perlacea; il colore del suo striscio è bianco.